# Emanuel Ringelblum
(Emanuel Ringelblum, Diario, 1942.)
Emanuel Ringelblum (Bučač, 21 novembre 1900 – Varsavia, 7 marzo 1944) è stato uno storico polacco di origine ebraica, vittima dell'Olocausto. È conosciuto in particolare per l'archivio da lui raccolto, nel quale documentò la vita del ghetto di Varsavia tra il 1939 e il 1943.

## Biografia
Emanuel Ringelblum nasce a Buczacz in Galizia da una famiglia ebrea: il padre Fajwisza Ringelblum era un commerciante, e Munie Heler, la madre, una casalinga; aveva un fratello e due sorelle. La madre morì quando Emanuel aveva 12 anni. Inizia gli studi nella città natale ma ben presto, nel 1914, si trasferisce a Nowy Sacz a causa dei pogrom. A Nowy Sacz frequenta il liceo e si diploma, nonostante le difficoltà economiche della famiglia.
Nel 1920 si trasferisce a Varsavia per frequentare l'università; si laurea in storia e filosofia scrivendo una tesi sulla storia degli ebrei di Varsavia durante il Medioevo; la sua tesi è stata pubblicata a stampa nel 1932. Fu un'amante della lingua yiddish ed era interessato agli aspetti folcloristici della tradizione ebraica. Sposò Judith (Jehudis) Lewit Herman ed ebbe un figlio, Uri. Nel periodo tra le due guerre scrisse una serie di articoli e monografie sulla storia della comunità ebraica in Polonia. Fu conosciuto come storico e specialista nel campo della storia degli ebrei polacchi dal tardo Medioevo al Settecento. Ha insegnato per molti anni a Varsavia nelle scuole secondarie per la gioventù ebraica.
È stato il fondatore de facto della sezione storica dell' YIVO (Institute for Jewish research) fondato nel 1925 a Vilnius, in Lituania.

Nel 1939 allo scoppio della guerra, la maggior parte dell'élite politica e culturale ebraica scappò verso Est; Emmanuel decise di rimanere comprendendo il ruolo di organizzatore che da intellettuale avrebbe potuto svolgere. Egli era del parere che i conflitti e i pregiudizi sono dovuti principalmente all' ignoranza e credeva che ciò potesse essere ovviato mediante la diffusione della conoscenza storica. Oltre a tenere un diario organizzò dibattiti pubblici e incoraggiò lo studio come forma di resistenza. Era interessato a cogliere ogni aspetto della vita nel ghetto di Varsavia compreso quello "intellettuale". Agli ebrei del ghetto dopo l'invasione tedesca erano accessibili solo un bollettino ufficiale controllato dai Tedeschi, la Gazeta Zydowska, e pochi giornaletti clandestini; Ringelblum scrive nel 1942:

Fu anche uno dei membri più attivi della Żydowska Samopomoc Społeczna [ZSS] , un'organizzazione creata per aiutare le persone affamate nel ghetto; questa pratica di resistenza non sembra però bastare:
(E. Ringelblum, Diario, maggio 1942)
A fine febbraio del 1943 Ringelblum insieme alla moglie e al figlio Uri lascia il ghetto, andando nella "parte ariana". Durante la pasqua del 1943 Ringelblum venne catturato e internato nel campo di Trawniki dal quale riuscì a fuggire grazie all'aiuto della resistenza polacca. Nel 1944 fu trovato nel suo nascondiglio in prossimità del ghetto e imprigionato dalla Gestapo nella prigione di Pawiak; il 7 marzo dello stesso anno venne fucilato. Fu messa a morte anche la moglie.
A lui è dedicato il Jewish Historical Institute di Varsavia.

## L'Archivio Ringelblum
(E. Ringelblum, Diario, 8 maggio 1942)
L’Archivio Ringelblum è una raccolta di documenti scritti tra il 1939 e il 1943 da alcuni abitanti del ghetto di Varsavia, tra i quali lo stesso Ringelblum, fondatore e animatore del gruppo Oneg Shabbat che si dedicò allo studio della vita nel ghetto durante l'occupazione della Polonia da parte dei nazisti. Il gruppo Oneg Shabbat comprendeva storici, scrittori, rabbini, dattilografi e altro personale "tecnico"; lavorando in squadra questi abitanti del ghetto hanno raccolto materiale di altissimo valore storico che comprende oltre alle cronache, le testimonianze degli abitanti, giornali sotterranei, saggi, diari, carte annonarie, foto, pezzi di carta di caramelle, ed altro materiale.
Nel 1942 l'Archivio fu sotterrato in scatole e contenitori di latta dai membri del gruppo e fu ritrovato nel 1946.
Parte dell'Archivio è attualmente alloggiata presso l'Istituto di storia ebraica (JHI) di Varsavia, fondato nel 1947 e dedicato alla ricerca e alla storia degli ebrei in Polonia.
Nel 1999 l'UNESCO ha inserito l’Archivio Ringelblum nel suo programma Memoria del mondo, tra i più preziosi monumenti della letteratura mondiale.

## Opere
- Emanuel Ringelblum, Sepolti a Varsavia: appunti dal Ghetto, Roma, Castelvecchi, 2013, ISBN 978-88-7615-824-7.
- Emanuel Ringelblum, Diario dal ghetto di Varsavia, Roma, Castelvecchi, 2019, ISBN 978-88-3282-633-3.